# مايكل ريتشاردز
مايكل ريتشاردز (بالإنجليزية: Michael Richards) مواليد 24 يوليو 1949 في كولفر سيتي، كاليفورنيا، الولايات المتحدة، هو ممثل أمريكي بدأ مسيرته الفنية عام 1979. كما أنه من الفائزين بجائزة إيمي. اشتهر بدور كوزمو كريمر في مسلسل ساينفلد.

## النشأة والتعليم
ولد ريتشاردز في كلفر سيتي ، كاليفورنيا, أمه هي فيليز (ني ناردوزي)،وهي أمينة مكتبة من أصل إيطالي ، ووالده ويليام ريتشاردز مهندس كهربائي من أصل اسكتلندي وإنجليزي. توفي والده في حادث سيارة عندما كان مايكل في الثانية ولم تتزوج والدته.
تخرج ريتشاردز من مدرسة ألف أوكس الثانوية. في عام 1968 ، ظهر كمتسابق في لعبة المواعدة, ولكن لم يتم اختياره. خدم في جيش الولايات المتحدة في عام 1970. تدرب كمسعف في ألمانيا الغربية حيث كان عضوًا في مجموعة مسرحية تسمى عرض طريق التدريب. أصبح مهتمًا بالأداء بعد أخذ فصل مسرحي في الصف السابع..

## المسار المهني

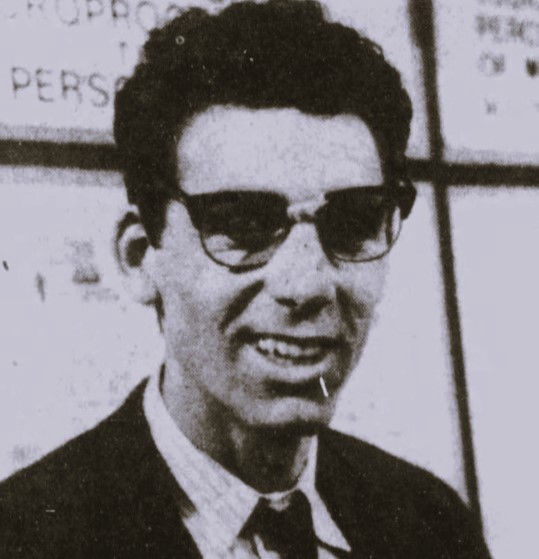
مايكل ريتشاردز 1983

بدأ ريتشاردز حياته المهنية في الكوميديا الارتجالية في مدينة نيويورك. ظهر لأول مرة على شاشة التلفزيون في عام 1979 في مسلسل "ساترداي نايت لايف" (Saturday Night Live). في عام 1989 ، بدأ دور البطولة في المسلسل التلفزيوني "ساينفيلد" (Seinfeld) ، والذي استمر لمدة تسعة مواسم. حصل ريتشاردز على جائزة إيمي لأفضل ممثل مساعد في مسلسل كوميدي عن أدائه في المسلسل.
في عام 1996 ، بدأ ريتشاردز في بطولة المسرحية الهزلية "الحياة مع لويس" (Life with Louie) ، والتي استمرت لمدة ثلاثة مواسم. في عام 2000 ، ظهر ريتشاردز في الفيلم الكوميدي "مستر سنو" (Mr. Deeds).

## الأزمة العنصرية
في عام 2006 ، تعرض ريتشاردز لانتقادات شديدة بعد أن تم تصويره وهو يستخدم لغة عنصرية في هجوم على جمهور أسود في كوميديا مفتوحة في لوس أنجلوس. اعتذر ريتشاردز عن تعليقاته ، لكنه تم فصله من برنامجه التلفزيوني "The Michael Richards Show".

## العودة إلى التمثيل
منذ ذلك الحين ، عاد ريتشاردز إلى التمثيل ، حيث ظهر في أفلام ومسلسلات تلفزيونية مختلفة. في عام 2019 ، ظهر في الفيلم الكوميدي "ذا ريد ليتر" (The Red Letter). في عام 2022 ، ظهر في الفيلم الكوميدي "ذا بير" (The Bear).
الحياة الشخصية

## الحياة الشخصية
ريتشاردز متزوج من كاتلين أوكونيل منذ عام 1983. ولهما ابنة واحدة ، كيتلين.

## جوائز وترشيحات
- جائزة إيمي لأفضل ممثل مساعد في مسلسل كوميدي (1990 ، 1991 ، 1992 ، 1993 ، 1994 ، 1995)
- جائزة نقابة ممثلي الشاشة لأفضل أداء من قبل ممثل في مسلسل كوميدي (1990 ، 1991 ، 1992 ، 1993 ، 1994 ، 1995)
- جائزة اختيار النقاد للتلفزيون لأفضل ممثل مساعد في مسلسل كوميدي (1990 ، 1991 ، 1992 ، 1993 ، 1994 ، 1995)

## أعمال بارزة
- المسلسل التلفزيوني "ساينفيلد" (Seinfeld) (1989-1998)
- المسرحية الهزلية "الحياة مع لويس" (Life with Louie) (1996-2000)
- الفيلم الكوميدي "مستر سنو" (Mr. Deeds) (2000)
- المسلسل التلفزيوني "ذا مايكل ريتشاردز شو" (The Michael Richards Show) (2006)
- الفيلم الكوميدي "ذا ريد ليتر" (The Red Letter) (2019)
- الفيلم الكوميدي "ذا بير" (The Bear) (2022)

## روابط خارجية
- مايكل ريتشاردز على موقع IMDb (الإنجليزية)
- مايكل ريتشاردز على موقع الموسوعة البريطانية (الإنجليزية)
- مايكل ريتشاردز على موقع روتن توميتوز (الإنجليزية)
- مايكل ريتشاردز على موقع ألو سيني (الفرنسية)
- مايكل ريتشاردز على موقع أول موفي (الإنجليزية)
- مايكل ريتشاردز على موقع قاعدة بيانات الأفلام السويدية (السويدية)
- مايكل ريتشاردز على موقع إن إن دي بي (الإنجليزية)
- مايكل ريتشاردز على موقع قاعدة بيانات الفيلم (الإنجليزية)
- مايكل ريتشاردز على موقع كينوبويسك (الروسية)